# Liste des sommets ultra-proéminents d'Europe
Cet article recense les sommets ultra-proéminents d'Europe, c'est-à-dire les sommets dont la proéminence topographique dépasse 1 500 m.

## Dénombrement
L'Europe compte 115 sommets dont la proéminence topographique dépasse 1 500 m,,.

## Liste

### Alpes
L'Union internationale des activités alpines (UIAA) recense 82 sommets de plus de 4 000 m dans les Alpes, dont la moitié dans les Alpes valaisannes, mais seuls 7 d'entre-eux sont ultra-proéminents.
| #  | Sommet                 | Pays                 | Altitude (m) | Proéminence (m) | Col (m) | Coordonnées                  |
| -- | ---------------------- | -------------------- | ------------ | --------------- | ------- | ---------------------------- |
| 1  | Mont Blanc             | France/Italie        | 4 806        | 4 693           | 113     | 45° 49′ 57″ N, 6° 51′ 52″ E  |
| 2  | Grossglockner          | Autriche             | 3 798        | 2 423           | 1 375   | 47° 04′ 27″ N, 12° 41′ 40″ E |
| 3  | Finsteraarhorn         | Suisse               | 4 274        | 2 280           | 1 994   | 46° 32′ 14″ N, 8° 07′ 34″ E  |
| 4  | Wildspitze             | Autriche             | 3 768        | 2 261           | 1 507   | 46° 53′ 07″ N, 10° 52′ 02″ E |
| 5  | Piz Bernina            | Suisse               | 4 048        | 2 233           | 1 815   | 46° 22′ 56″ N, 9° 54′ 29″ E  |
| 6  | Hochkönig              | Autriche             | 2 941        | 2 181           | 760     | 47° 25′ 13″ N, 13° 03′ 45″ E |
| 7  | Pointe Dufour          | Suisse               | 4 634        | 2 165           | 2 469   | 45° 56′ 13″ N, 7° 52′ 01″ E  |
| 8  | Hoher Dachstein        | Autriche             | 2 995        | 2 136           | 859     | 47° 28′ 31″ N, 13° 36′ 23″ E |
| 9  | Marmolada              | Italie               | 3 343        | 2 131           | 1 212   | 46° 26′ 05″ N, 11° 51′ 03″ E |
| 10 | Mont Viso              | Italie               | 3 841        | 2 062           | 1 779   | 44° 40′ 03″ N, 7° 05′ 27″ E  |
| 11 | Triglav                | Slovénie             | 2 864        | 2 052           | 612     | 46° 22′ 41″ N, 13° 50′ 13″ E |
| 12 | Barre des Écrins       | France               | 4 101        | 2 044           | 2 057   | 44° 55′ 21″ N, 6° 21′ 36″ E  |
| 13 | Säntis                 | Suisse               | 2 502        | 2 020           | 482     | 47° 14′ 58″ N, 9° 20′ 36″ E  |
| 14 | Ortles                 | Italie               | 3 905        | 1 953           | 1 952   | 46° 30′ 32″ N, 10° 32′ 41″ E |
| 15 | Monte Baldo            | Italie               | 2 218        | 1 950           | 268     | 45° 43′ 35″ N, 10° 50′ 38″ E |
| 16 | Grand Paradis          | Italie               | 4 061        | 1 891           | 2 170   | 45° 31′ 05″ N, 7° 16′ 02″ E  |
| 17 | Pizzo di Coca          | Italie               | 3 052        | 1 880           | 1 172   | 46° 04′ 18″ N, 10° 00′ 41″ E |
| 18 | Cima Dodici            | Italie               | 2 336        | 1 874           | 462     | 45° 59′ 51″ N, 11° 28′ 05″ E |
| 19 | Haute Cime             | Suisse               | 3 257        | 1 796           | 1 461   | 46° 09′ 40″ N, 6° 55′ 24″ E  |
| 20 | Chamechaude            | France               | 2 082        | 1 769           | 313     | 45° 17′ 17″ N, 5° 47′ 24″ E  |
| 21 | Zugspitze              | Allemagne / Autriche | 2 962        | 1 746           | 1 216   | 47° 25′ 16″ N, 10° 59′ 07″ E |
| 22 | Antelao                | Italie               | 3 264        | 1 735           | 1 529   | 46° 27′ 09″ N, 12° 15′ 38″ E |
| 23 | Pointe d'Arcalod       | France               | 2 217        | 1 719           | 498     | 45° 40′ 54″ N, 6° 13′ 42″ E  |
| 24 | Grintovec              | Slovénie             | 2 558        | 1 706           | 852     | 46° 21′ 25″ N, 14° 32′ 10″ E |
| 25 | Grosser Priel          | Autriche             | 2 515        | 1 703           | 812     | 47° 43′ 01″ N, 14° 03′ 48″ E |
| 26 | Grigna septentrionale  | Italie               | 2 409        | 1 686           | 723     | 45° 57′ 12″ N, 9° 23′ 15″ E  |
| 27 | Monte Bondone          | Italie               | 2 180        | 1 685           | 495     | 45° 59′ 17″ N, 11° 01′ 53″ E |
| 28 | Cima Presanella        | Italie               | 3 558        | 1 676           | 1 882   | 46° 13′ 12″ N, 10° 39′ 50″ E |
| 29 | Birnhorn               | Autriche             | 2 634        | 1 665           | 969     | 47° 28′ 29″ N, 12° 44′ 02″ E |
| 30 | Col Nudo               | Italie               | 2 471        | 1 644           | 827     | 46° 13′ 39″ N, 12° 24′ 10″ E |
| 31 | Pointe Percée          | France               | 2 750        | 1 640           | 1 110   | 45° 57′ 20″ N, 6° 33′ 22″ E  |
| 32 | Montasch               | Italie               | 2 753        | 1 597           | 1 156   | 46° 36′ 09″ N, 13° 26′ 01″ E |
| 33 | Mölltaler Polinik (en) | Autriche             | 2 784        | 1 580           | 1 204   | 46° 53′ 42″ N, 13° 09′ 29″ E |
| 34 | Tödi                   | Suisse               | 3 613        | 1 569           | 2 044   | 46° 48′ 40″ N, 8° 54′ 53″ E  |
| 35 | Birkkarspitze          | Autriche             | 2 749        | 1 567           | 1 182   | 47° 24′ 40″ N, 11° 26′ 16″ E |
| 36 | Ellmauer Halt          | Autriche             | 2 344        | 1 552           | 792     | 47° 33′ 44″ N, 12° 18′ 11″ E |
| 37 | Grande Tête de l'Obiou | France               | 2 789        | 1 541           | 1 248   | 44° 46′ 34″ N, 5° 50′ 27″ E  |
| 38 | Hochtor                | Autriche             | 2 369        | 1 520           | 849     | 47° 33′ 42″ N, 14° 37′ 58″ E |
| 39 | Grimming               | Autriche             | 2 351        | 1 518           | 833     | 47° 31′ 14″ N, 14° 01′ 01″ E |
| 40 | Grand Combin           | Suisse               | 4 314        | 1 517           | 2 797   | 45° 56′ 15″ N, 7° 17′ 57″ E  |
| 41 | La Tournette           | France               | 2 350        | 1 513           | 837     | 45° 49′ 38″ N, 6° 17′ 11″ E  |
| 42 | Piz Kesch              | Suisse               | 3 418        | 1 504           | 1 914   | 46° 37′ 17″ N, 9° 52′ 22″ E  |
| 43 | Zirbitzkogel           | Autriche             | 2 396        | 1 502           | 894     | 47° 03′ 49″ N, 14° 34′ 02″ E |
| 44 | Cima Brenta            | Italie               | 3 151        | 1 501           | 1 650   | 46° 10′ 47″ N, 10° 53′ 59″ E |

### Balkans
| #  | Sommet                  | Pays                        | Altitude (m) | Proéminence (m) | Col (m) | Coordonnées                  |
| -- | ----------------------- | --------------------------- | ------------ | --------------- | ------- | ---------------------------- |
| 1  | Moussala                | Bulgarie                    | 2 925        | 2 473           | 452     | 42° 10′ 47″ N, 23° 35′ 12″ E |
| 2  | Mont Olympe             | Grèce                       | 2 918        | 2 354           | 564     | 40° 04′ 58″ N, 22° 21′ 04″ E |
| 3  | Mont Korab              | Albanie / Macédoine du Nord | 2 764        | 2 169           | 595     | 41° 47′ 28″ N, 20° 32′ 52″ E |
| 4  | Maja e Jezercës         | Albanie                     | 2 694        | 2 036           | 658     | 42° 26′ 33″ N, 19° 48′ 51″ E |
| 5  | Mont Athos              | Grèce                       | 2 030        | 2 012           | 18      | 40° 09′ 32″ N, 24° 19′ 42″ E |
| 6  | Mont Ossa               | Grèce                       | 1 978        | 1 854           | 124     | 39° 47′ 49″ N, 22° 41′ 13″ E |
| 7  | Nemerçkë (en)           | Albanie                     | 2 482        | 1 792           | 690     | 40° 07′ 29″ N, 20° 26′ 03″ E |
| 8  | Vikhren                 | Bulgarie                    | 2 914        | 1 783           | 1 131   | 41° 46′ 04″ N, 23° 24′ 03″ E |
| 9  | Pangée                  | Grèce                       | 1 956        | 1 773           | 183     | 40° 54′ 53″ N, 24° 05′ 30″ E |
| 10 | Kajmakčalan             | Grèce / Macédoine du Nord   | 2 528        | 1 758           | 770     | 40° 55′ 52″ N, 21° 47′ 21″ E |
| 11 | Smólikas                | Grèce                       | 2 637        | 1 736           | 901     | 40° 05′ 23″ N, 20° 55′ 34″ E |
| 12 | Mont Giona (en)         | Grèce                       | 2 510        | 1 702           | 808     | 38° 38′ 51″ N, 22° 15′ 16″ E |
| 13 | Jakupica                | Macédoine du Nord           | 2 540        | 1 666           | 874     | 41° 42′ 15″ N, 21° 24′ 19″ E |
| 14 | Maja e Këndrevicës (en) | Albanie                     | 2 121        | 1 666           | 455     | 40° 17′ 13″ N, 19° 51′ 06″ E |
| 15 | Mont Radomir (en)       | Bulgarie / Grèce            | 2 031        | 1 595           | 436     | 41° 19′ 18″ N, 23° 07′ 19″ E |
| 16 | Mont Parnasse           | Grèce                       | 2 457        | 1 590           | 867     | 38° 32′ 09″ N, 22° 37′ 27″ E |
| 17 | Pic Botev               | Bulgarie                    | 2 376        | 1 567           | 809     | 42° 43′ 03″ N, 24° 55′ 00″ E |
| 18 | Mali i Cikës (en)       | Albanie                     | 2 044        | 1 563           | 481     | 40° 11′ 54″ N, 19° 38′ 31″ E |
| 19 | Maja e Valamares (en)   | Albanie                     | 2 373        | 1 526           | 847     | 40° 47′ 41″ N, 20° 28′ 00″ E |
| 20 | Pelister                | Macédoine du Nord           | 2 601        | 1 516           | 1 085   | 41° 00′ 13″ N, 21° 11′ 12″ E |
| 21 | Psili Korifi (en)       | Grèce                       | 1 589        | 1 514           | 75      | 38° 45′ 32″ N, 20° 59′ 44″ E |

### Carpates
| # | Sommet            | Pays      | Altitude (m) | Proéminence (m) | Col (m) | Coordonnées                  |
| - | ----------------- | --------- | ------------ | --------------- | ------- | ---------------------------- |
| 1 | Gerlachovský štít | Slovaquie | 2 654        | 2 354           | 300     | 49° 09′ 51″ N, 20° 08′ 09″ E |
| 2 | Parângu Mare (en) | Roumanie  | 2 519        | 2 103           | 416     | 45° 20′ 28″ N, 23° 32′ 26″ E |
| 3 | Moldoveanu        | Roumanie  | 2 544        | 2 046           | 498     | 45° 36′ 00″ N, 24° 44′ 16″ E |
| 4 | Peleaga (en)      | Roumanie  | 2 509        | 1 759           | 750     | 45° 21′ 58″ N, 22° 53′ 40″ E |

### Ciscaucasie
| # | Sommet                       | Pays                 | Altitude (m) | Proéminence (m) | Col (m) | Coordonnées                  |
| - | ---------------------------- | -------------------- | ------------ | --------------- | ------- | ---------------------------- |
| 1 | Elbrouz                      | Russie               | 5 643        | 4 742           | 901     | 43° 21′ 12″ N, 42° 26′ 21″ E |
| 2 | Bazardüzü                    | Azerbaïdjan / Russie | 4 466        | 2 454           | 2 012   | 41° 13′ 28″ N, 47° 51′ 30″ E |
| 3 | Mont Kazbek                  | Géorgie              | 5 047        | 2 366           | 2 681   | 42° 41′ 57″ N, 44° 31′ 06″ E |
| 4 | Mont Teboulo                 | Géorgie / Russie     | 4 492        | 2 144           | 2 348   | 42° 34′ 24″ N, 45° 19′ 03″ E |
| 5 | Dykh-Taou                    | Russie               | 5 204        | 2 001           | 3 203   | 43° 03′ 09″ N, 43° 08′ 06″ E |
| 6 | Mont Dyultydag (en)          | Russie               | 4 127        | 1 834           | 2 293   | 41° 57′ 36″ N, 46° 55′ 24″ E |
| 7 | Mont Addala Shukgelmezr (en) | Russie               | 4 152        | 1 812           | 234     | 42° 20′ 18″ N, 46° 15′ 06″ E |
| 8 | Mont Chani                   | Géorgie / Russie     | 4 451        | 1 775           | 2 676   | 42° 40′ 33″ N, 44° 45′ 27″ E |

### Crimée
| # | Sommet     | Pays    | Altitude (m) | Proéminence (m) | Col (m) | Coordonnées                  |
| - | ---------- | ------- | ------------ | --------------- | ------- | ---------------------------- |
| 1 | Roman-Koch | Ukraine | 1 545        | 1 541           | 4       | 44° 36′ 47″ N, 34° 14′ 36″ E |

### Péloponnèse et îles voisines
| # | Sommet       | Pays               | Altitude (m) | Proéminence (m) | Col (m) | Coordonnées                  |
| - | ------------ | ------------------ | ------------ | --------------- | ------- | ---------------------------- |
| 1 | Mont Ida     | Grèce (Crète)      | 2 456        | 2 456           | 0       | 35° 13′ 36″ N, 24° 46′ 21″ E |
| 2 | Taygète      | Grèce              | 2 404        | 2 344           | 60      | 36° 57′ 14″ N, 22° 21′ 08″ E |
| 3 | Mont Pachnès | Grèce (Crète)      | 2 453        | 2 038           | 415     | 35° 17′ 33″ N, 24° 02′ 00″ E |
| 4 | Mont Cyllène | Grèce              | 2 376        | 1 870           | 506     | 37° 56′ 23″ N, 22° 23′ 49″ E |
| 5 | Mont Dicté   | Grèce (Crète)      | 2 148        | 1 798           | 350     | 35° 07′ 08″ N, 25° 29′ 56″ E |
| 6 | Dhirfis      | Grèce (Eubée)      | 1 743        | 1 743           | 0       | 38° 37′ 39″ N, 23° 50′ 34″ E |
| 7 | Mont Ainos   | Grèce (Céphalonie) | 1 628        | 1 628           | 0       | 38° 08′ 14″ N, 20° 40′ 22″ E |
| 8 | Fengari (en) | Grèce (Samothrace) | 1 611        | 1 611           | 0       | 40° 27′ 42″ N, 25° 35′ 15″ E |

### Îles arctiques
| # | Sommet            | Pays                     | Altitude (m) | Proéminence (m) | Col (m) | Coordonnées                  |
| - | ----------------- | ------------------------ | ------------ | --------------- | ------- | ---------------------------- |
| 1 | Beerenberg        | Norvège (Jan Mayen)      | 2 277        | 2 277           | 0       | 71° 05′ 00″ N, 8° 09′ 00″ O  |
| 2 | Hvannadalshnjúkur | Islande                  | 2 110        | 2 110           | 0       | 64° 00′ 57″ N, 16° 40′ 29″ O |
| 3 | Newtontoppen      | Norvège (Spitzberg)      | 1 713        | 1 713           | 0       | 79° 09′ 05″ N, 16° 48′ 15″ E |
| 4 | Mont Krusenstern  | Russie (Nouvelle-Zemble) | 1 547        | 1 547           | 0       | 75° 10′ N, 57° 49′ E         |

### Îles atlantiques
| # | Sommet | Pays              | Altitude (m) | Proéminence (m) | Col (m) | Coordonnées                  |
| - | ------ | ----------------- | ------------ | --------------- | ------- | ---------------------------- |
| 1 | Pico   | Portugal (Açores) | 2 351        | 2 351           | 0       | 38° 28′ 08″ N, 28° 23′ 56″ O |

### Italie et îles proches
| # | Sommet           | Pays               | Altitude (m) | Proéminence (m) | Col (m) | Coordonnées                  |
| - | ---------------- | ------------------ | ------------ | --------------- | ------- | ---------------------------- |
| 1 | Etna             | Italie (Sicile)    | 3 357        | 3 357           | 0       | 37° 45′ 04″ N, 14° 59′ 45″ E |
| 2 | Monte Cinto      | France (Corse)     | 2 706        | 2 706           | 0       | 42° 22′ 48″ N, 8° 56′ 50″ E  |
| 3 | Corno Grande     | Italie             | 2 912        | 2 476           | 436     | 42° 28′ 12″ N, 13° 34′ 02″ E |
| 4 | Punta La Marmora | Italie (Sardaigne) | 1 834        | 1 834           | 0       | 39° 59′ 17″ N, 9° 19′ 27″ E  |
| 5 | Mont Amaro       | Italie             | 2 793        | 1 810           | 983     | 42° 05′ 13″ N, 14° 05′ 15″ E |
| 6 | Serra Dolcedorme | Italie             | 2 267        | 1 715           | 552     | 39° 53′ 41″ N, 16° 13′ 03″ E |
| 7 | Montalto         | Italie             | 1 955        | 1 709           | 246     | 38° 09′ 32″ N, 15° 55′ 16″ E |
| 8 | Monte Cimone     | Italie             | 2 165        | 1 577           | 588     | 44° 11′ 38″ N, 10° 42′ 05″ E |

### Massif central
| # | Sommet       | Pays   | Altitude (m) | Proéminence (m) | Col (m) | Coordonnées                 |
| - | ------------ | ------ | ------------ | --------------- | ------- | --------------------------- |
| 1 | Puy de Sancy | France | 1 885        | 1 578           | 307     | 45° 31′ 42″ N, 2° 48′ 51″ E |

### Péninsule ibérique
| # | Sommet           | Pays    | Altitude (m) | Proéminence (m) | Col (m) | Coordonnées                 |
| - | ---------------- | ------- | ------------ | --------------- | ------- | --------------------------- |
| 1 | Mulhacén         | Espagne | 3 479        | 3 285           | 194     | 37° 03′ 16″ N, 3° 18′ 36″ O |
| 2 | Aneto            | Espagne | 3 404        | 2 812           | 592     | 42° 37′ 56″ N, 0° 39′ 28″ E |
| 3 | Torre de Cerredo | Espagne | 2 649        | 1 932           | 717     | 43° 11′ 53″ N, 4° 51′ 04″ O |
| 4 | Pic Almanzor     | Espagne | 2 591        | 1 689           | 902     | 40° 14′ 51″ N, 5° 17′ 46″ O |

### Scandinavie
| # | Sommet            | Pays    | Altitude (m) | Proéminence (m) | Col (m) | Coordonnées                  |
| - | ----------------- | ------- | ------------ | --------------- | ------- | ---------------------------- |
| 1 | Galdhøpiggen      | Norvège | 2 469        | 2 372           | 97      | 61° 38′ 12″ N, 8° 18′ 54″ E  |
| 2 | Jiehkkevárri      | Norvège | 1 834        | 1 741           | 93      | 69° 28′ 11″ N, 19° 52′ 52″ E |
| 3 | Kebnekaise        | Suède   | 2 097        | 1 738           | 359     | 67° 54′ 04″ N, 18° 31′ 15″ E |
| 4 | Snøhetta          | Norvège | 2 286        | 1 675           | 611     | 62° 19′ 14″ N, 9° 16′ 18″ E  |
| 5 | Store Lenangstind | Norvège | 1 624        | 1 576           | 48      | 69° 42′ 37″ N, 20° 05′ 26″ E |
| 6 | Sarektjåkkå       | Suède   | 2 089        | 1 519           | 570     | 67° 25′ 55″ N, 17° 43′ 30″ E |